# Magda Czapińska
Magda Czapińska (ur. 27 października 1951 w Warszawie) – polska poetka, autorka tekstów piosenek, scenarzystka widowisk estradowych i telewizyjnych dla dzieci.

## Życiorys
Ukończyła studia na Wydziale Psychologii Uniwersytetu Warszawskiego.
Jako poetka zadebiutowała w 1977 w konkursie Programu III Polskiego Radia, na który wysłała wiersz Wsiąść do pociągu. Tekstem tym zainteresowała się Maryla Rodowicz. Muzykę do niego napisał Seweryn Krajewski, a Rodowicz powstałą w ten sposób piosenką zdobyła I nagrodę na XVI Krajowym Festiwalu Piosenki Polskiej w Opolu (1978) w koncercie Przeboje. Piosenkę tę nagrał też zespół Czerwone Gitary. W 1980 sama Czapińska zdobyła II nagrodę za piosenkę Święty spokój.
Piosenki z tekstami Magdy Czapińskiej (napisała ich kilkaset) usłyszeć można również w wykonaniu takich artystów, jak m.in.: Hanna Banaszak, Stanisława Celińska, Halina Frąckowiak, Dorota Furman, Edyta Geppert, Krystyna Janda, Robert Janowski, Elżbieta Jodłowska, Anna Maria Jopek, Ewa Kuklińska, Natalia Kukulska, Bohdan Łazuka, Alicja Majewska, Marian Opania, Dorota Osińska, Krystyna Prońko, Kwartet Rampa, Danuta Rinn, Ryszard Rynkowski, Dorota Stalińska, Hanna Śleszyńska, Magda Umer, Wiktor Zborowski, a także Kabaretu Olgi Lipińskiej.
22 stycznia 2010 r. ukazała się płyta pt. „Kamyk zielony” zawierająca najbardziej znane, a także premierowe piosenki autorstwa Magdy Czapińskiej w wykonaniu Doroty Osińskiej. Premiera z udziałem autorki odbyła się w warszawskim teatrze Rampa.
W 2018 otrzymała nagrodę specjalną ZAiKS-u.
Jej mężem był profesor psychologii, Janusz Czapiński (rozwód).

## Piosenki do słów Magdy Czapińskiej
- Ale jestem (muzyka Tomasz Lewandowski; z repertuaru Anny Marii Jopek)
- Apetyt na życie (muzyka Ryszard Sygitowicz; z repertuaru Hanny Banaszak)
- Bardzo smutna kolęda
- Być kobietą (muzyka Włodzimierz Korcz; z repertuaru Alicji Majewskiej)
- Cicho ciepło (muzyka P. Siejka; z repertuaru Natalii Kukulskiej)
- Ciesz się z tego, co masz
- Czas na obłoki i las
- Czas zrobił swoje
- Dodatek za wysługę lat
- Dokąd przed nią uciekasz (muzyka Wojciech Trzciński; z repertuaru Michała Bajora)
- Ja wysiadam
- Lubię ten smutek
- Ktoś do kochania (muzyka Włodzimierz Korcz; Piosenka pochodzi ze spektaklu pt. „Kamyk Zielony”)
- Największy teatr świata
- Pogoda ducha (muzyka Ryszard Rynkowski; z repertuaru Hanny Banaszak)
- Poza czasem
- Prognoza na jutro
- Remedium (muzyka Seweryn Krajewski; z repertuaru Maryli Rodowicz) (1978)[3]
- Senne zioła
- Święty spokój (Leżę pod gruszą)
- Tam, gdzie nie sięga wzrok
- Urzędnicy Pana B. (piosenka z muzyką Włodzimierza Korcza, premiera w Kabarecie Olgi Lipińskiej)
- W moim magicznym domu
- Woody Allen
- Z duszą na ramieniu
- Zamiast (muzyka Włodzimierz Korcz; z repertuaru Edyty Geppert)

## Informacje dodatkowe
- Na XXIV Przeglądzie Piosenki Aktorskiej (2003) jeden z koncertów został poświęcony piosenkom z tekstami Magdy Czapińskiej[4].
- Na XLV Krajowym Festiwalu Piosenki Polskiej w Opolu (2008) Dorota Miśkiewicz zaśpiewała piosenkę Magda, proszę dedykowaną Magdzie Czapińskiej, która nie zdążyła napisać tekstu do piosenki.